# 西田真因
西田 真因（西田 眞因、にしだ しんいん、1936年9月 - ）は、浄土真宗の仏教学者。
富山県生まれ。1962年早稲田大学第一文学部史学科卒業。64年同大学院修士課程退学。1967年大谷大学大学院修士課程修了。73年同博士課程退学。1974年大谷専修学院教員。87年真宗大谷派教学研究所所員。97年1月所長、2002年退任 。

## 著書
- 『蓮如上人私記 真実を求めて』真宗大谷派宗務所出版部 同朋選書 1998
- 『西田眞因著作集』全3巻　法藏館

第1巻　歎異抄論　2002
第2巻　真宗宿業論　2002
第3巻　真宗荘厳論　2003
共著
- 『真宗大谷派の荘厳全書』草野顕之,仁科和志共著 四季社 1994

## 論文
- Cinii

## 注
1. ↑  『西田眞因著作集』年譜